# Disuguaglianza di Pedoe
In geometria, la disuguaglianza di Pedoe, che prende il nome da Dan Pedoe, afferma che se a, b e c sono le lunghezze dei lati di un triangolo di area f, e A, B e C sono le lunghezze dei lati di un triangolo di area F, allora:
{\displaystyle A^{2}(b^{2}+c^{2}-a^{2})+B^{2}(a^{2}+c^{2}-b^{2})+C^{2}(a^{2}+b^{2}-c^{2})\geq 16Ff}
con l'uguaglianza se e solo se i due triangoli sono simili.
Un fatto notevole è che oltre ad essere simmetrica rispetto ad a, b e c e analogamente rispetto ad A, B e C (come peraltro è ovvio), essa rimane immutata anche se si scambiano a con A, b con B oppure c con C.